# لويس موريرا
لويس موريرا (23 سبتمبر 1978 ببورتوفيخو في الإكوادور - ) هو لاعب كرة قدم إكوادوري في مركز الوسط. شارك مع منتخب الإكوادور لكرة القدم. أما مع النوادي، فقد لعب مع سوسيداد ديبورتيفو كيتو ونادي إيميلك ونادي ديبورتيفو إل ناسيونال وDeportivo Azogues ‏ وديبورتيفو كوينكا وL.D.U. Loja ‏ ونادي أوداز أوكتبرينو وC.D. Atlético Audaz ‏ ونادي ديلفين وRocafuerte F.C. ‏.

## وصلات خارجية
- لويس موريرا على موقع قاعدة بيانات كرة القدم.إي يو (الإنجليزية)
- لويس موريرا على موقع ناشيونال فوتبول تيمز (الإنجليزية)
- لويس موريرا على موقع عالم كرة القدم.نت (الإنجليزية)